# Шабалин, Павел Эдуардович
Павел Эдуардович Шабалин (род. 20 января 1961, Киров) — советский и российский альпинист, тренер, судья и международный и российский спортивный функционер. Мастер спорта России международного класса по альпинизму.

## Биография
Начал заниматься альпинизмом в 1979 году во время учёбы в Кировском политехническом институте. В школе перепробовал разные виды: фигурное катание, хоккей, футбол, борьба. На первом курсе института познакомился с горными туристами — старшекурсниками.
Сходил в 1979 году в поход на Тянь-Шань, занялся ещё и скалолазанием, потом альпинизмом. До окончания института совмещал всё.
В 1984 году получил диплом инженера-электрика. С 1986 года работает в спортклубе «Родина» тренером по альпинизму. С 2005 года — методист по физической культуре ОАО «Лепсе».
Присвоены звания: мастер спорта России (1992), мастер спорта России международного класса (1994), заслуженный мастер спорта России (2005).

## Значимые восхождения
В соревнованиях по альпинизму участвует с 1988 года.
- 1990 — 1 место Чемпионат России. Пик Ушба новый маршрут 6-й категории трудности.
- 1991 — 4 место Чемпионат СССР. 3 восхождения на пик А.Блока 6 к/тр.
- 1992 — 2 место Чемпионат России. Пик Аксу 6 к/тр. в двойке с Антоновым А. Первое прохождение Северной стены пика Аксу в двойке.
- 1992 — 1 место Чемпионат СНГ. Пик Свободная Корея 6 к/тр. — зимой.
- 1993 — 1 место Чемпионат России. Пик Аксу 6 к/тр. в тройке с Антоновым, Медведевым.
- 1994 — 1 место Чемпионат России. Пик Аксу новый маршрут «Нос» 6 к/тр.
- 1995 — 2 место Чемпионат России. Пик Аксу 6 к/тр. в двойке с Антоновым.
- 1995 — 1 место Чемпионат СНГ. Пик Аксу 6 к/тр.
- 1995 — вершина Пти-Дрю «Американский директ».
- 1996 — Пик Аксу 6 к/тр. в двойке с Тухватуллиным.
- 1997 — 4 место Чемпионат СНГ. Пик Аксу 6 к/тр. новый маршрут.
- 1998 — 1 место Чемпионат России. Пик Аксу 6 к/тр.
- 1998 — вершина Чангабанг (Гималаи) 6 к/тр. новый маршрут. Номинация на Международную премию «Золотой ледоруб».
- 1999 — 2 место Чемпионат России. Пик Аксу 6 к/тр. — первое зимнее восхождение.
- 1999 — Эль-Капитан «Зодиак».
- 2001 — Гранд-Капуцин «Директ».
- 2002 — 2 место Чемпионат России. Пик Аксу 6 к/тр. новый маршрут в двойке с Тухватуллиным. Международная премия «Золотой карабин» Евроазиатской ассоциации альпинистов за лучшее восхождение сезона.
- 2004 — Восхождение на Эверест 8848 м по центру Северной стены.
- 2005 — 1 место Чемпионат России. Пик Хан-Тенгри по Северной стене 6 к/тр. Первое прохождение стены в двойке (с Тухватуллиным).
- 2006 — пик Хан-Тенгри с юга.
- 2007 — Восхождение на К-2 (Чогори) 8611 м по центру Западной стены было признано лучшим российским восхождением сезона.

В общей сложности совершил 30 восхождений высшей 6 к/тр, 9 раз поднимался на вершины высотой более 7000 м.

## Общественная работа
- За время работы тренером сборной команды Кировской области по альпинизму подготовил 10 мастеров спорта, четырёх МСМК.
- Начиная с 1998 года ежегодно организует в г. Кирове Чемпионаты России по ледолазанию, а с 1999 года — международные старты.
- Председатель комитета ледолазания ФАР.
- Председатель Кировской областной федерации альпинизма и скалолазания.
- Главный тренер сборной команды России по ледолазанию.
- Вице-президент международного комитета ледолазания при УИАА.
- Судья международной категории по ледолазанию.

## Ученики
- Надежда Макеева

### Критика
Если один человек начинает занимать кучу постов, то тут, рано или поздно все получат кучу проблем.
Ельцин в начале 90-х сказал: «Берите суверенитета, сколько хотите». У нас очень похоже: Шабалин взял. Тем более, что больше не видно желающих. Поэтому он видит ситуацию, только своими глазами, и поступает по своему усмотрению. В таком случае лучше ввести искусственные ограничения. Пусть решения принимает коллегиальный орган, а не один-два человека.